# Oberlaa (métro de Vienne)
Oberlaa (en allemand : U-Bahn-Station Oberlaa) est la station terminus sud de la ligne U1 du métro de Vienne. Elle est située dans l'ancienne commune d'Oberlaa à Favoriten, 10e arrondissement de Vienne en Autriche.
mise en service en 2017, elle est desservie par les rames qui circulent sur la ligne U1 du métro de Vienne.

## Situation sur le réseau

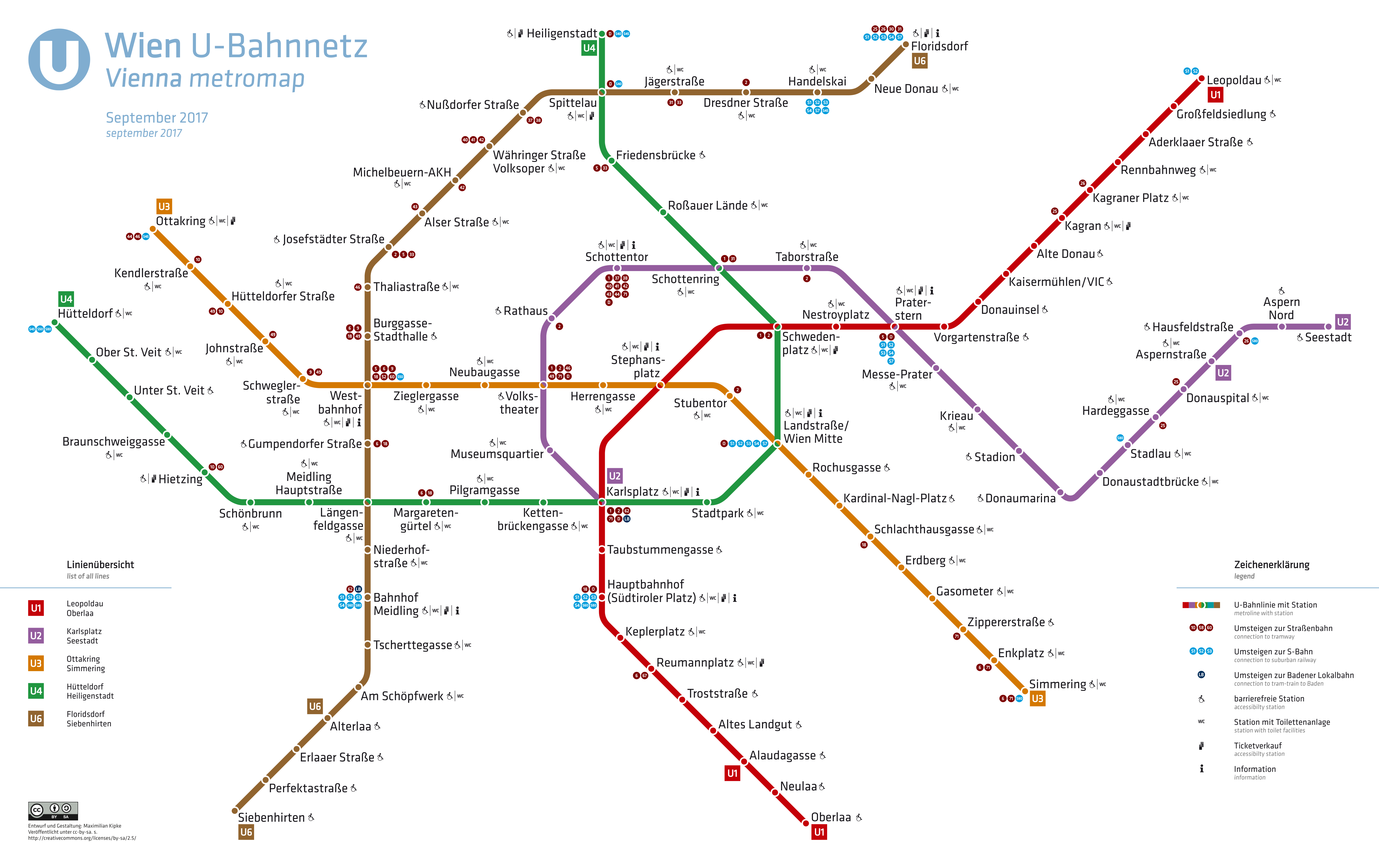
Plan du métro (2017).

Établie en surface, Oberlaa est la station terminus sud de la ligne U1 du métro de Vienne. Elle est située avant la station Neulaa, en direction du terminus nord Leopoldau.
Elle dispose d'un quai central encadré par les deux voies de la ligne, qui se prolongent après la station pour rejoindre le dépôt.

## Histoire
La station terminus Oberlaa est mise en service le 2 septembre 2017, lors de l'ouverture à l'exploitation du prolongement, de la ligne U1 vers le sud, de 4,6 km, depuis l'ancien terminus de Reumannplatz,.

Inauguration 2017
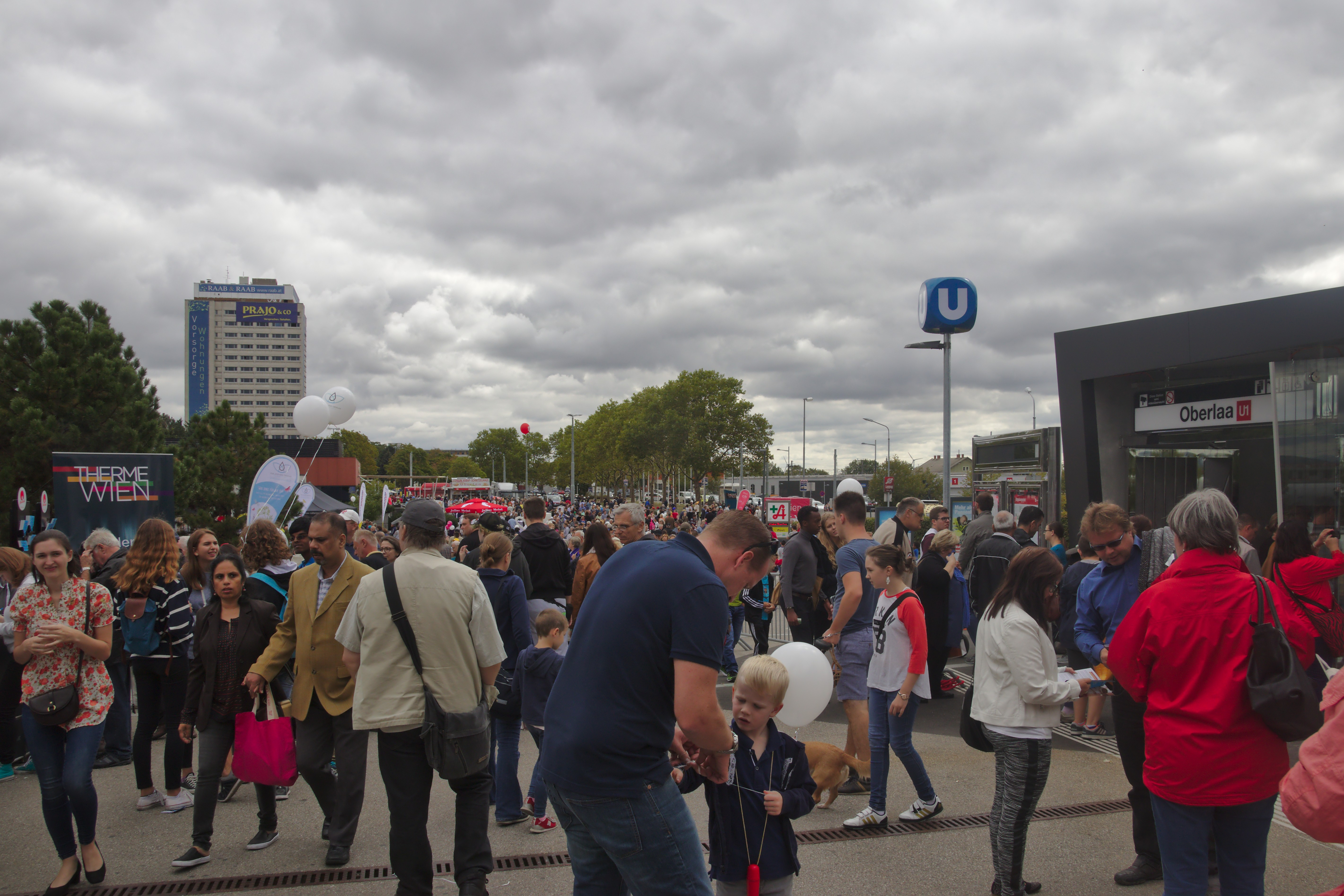
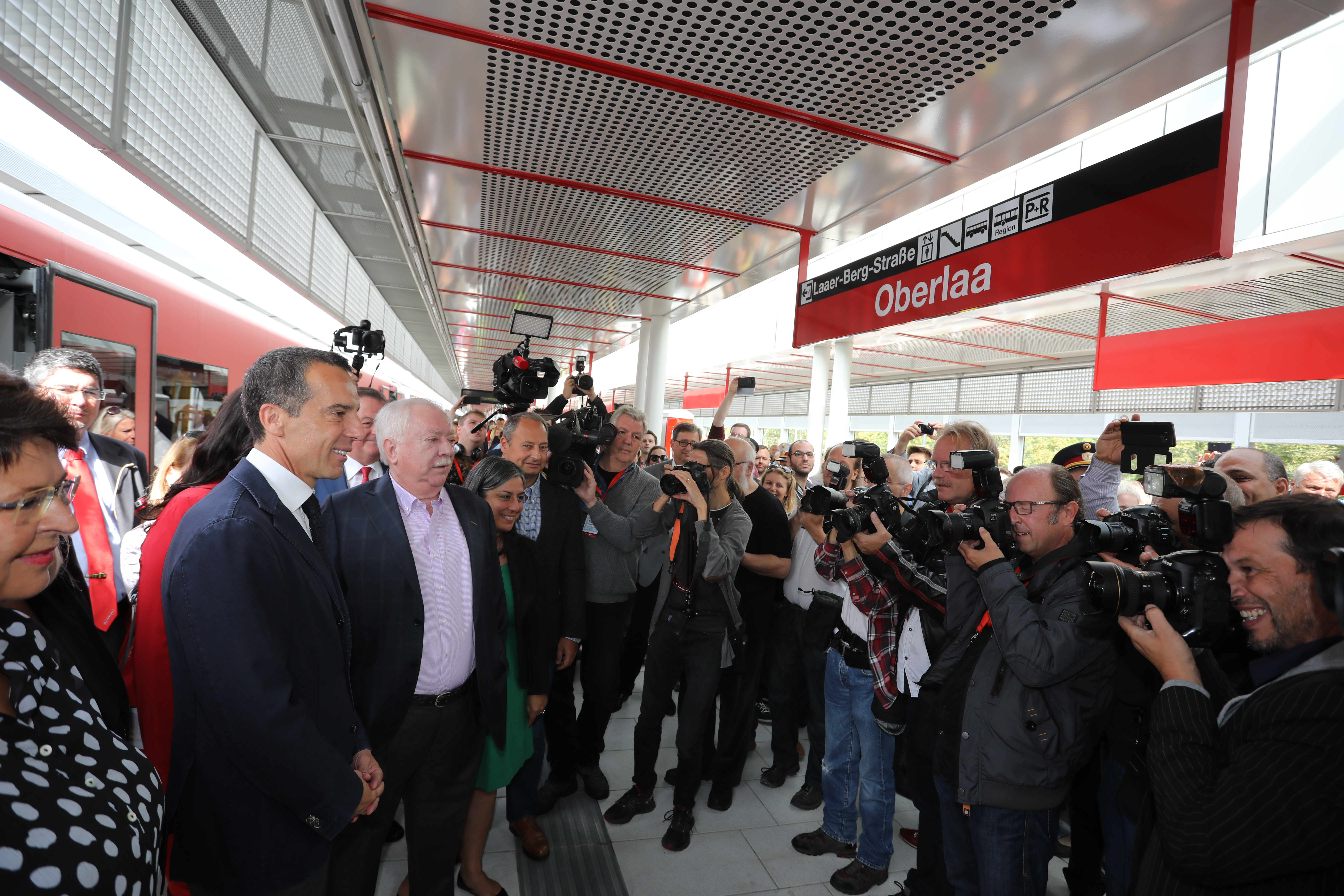
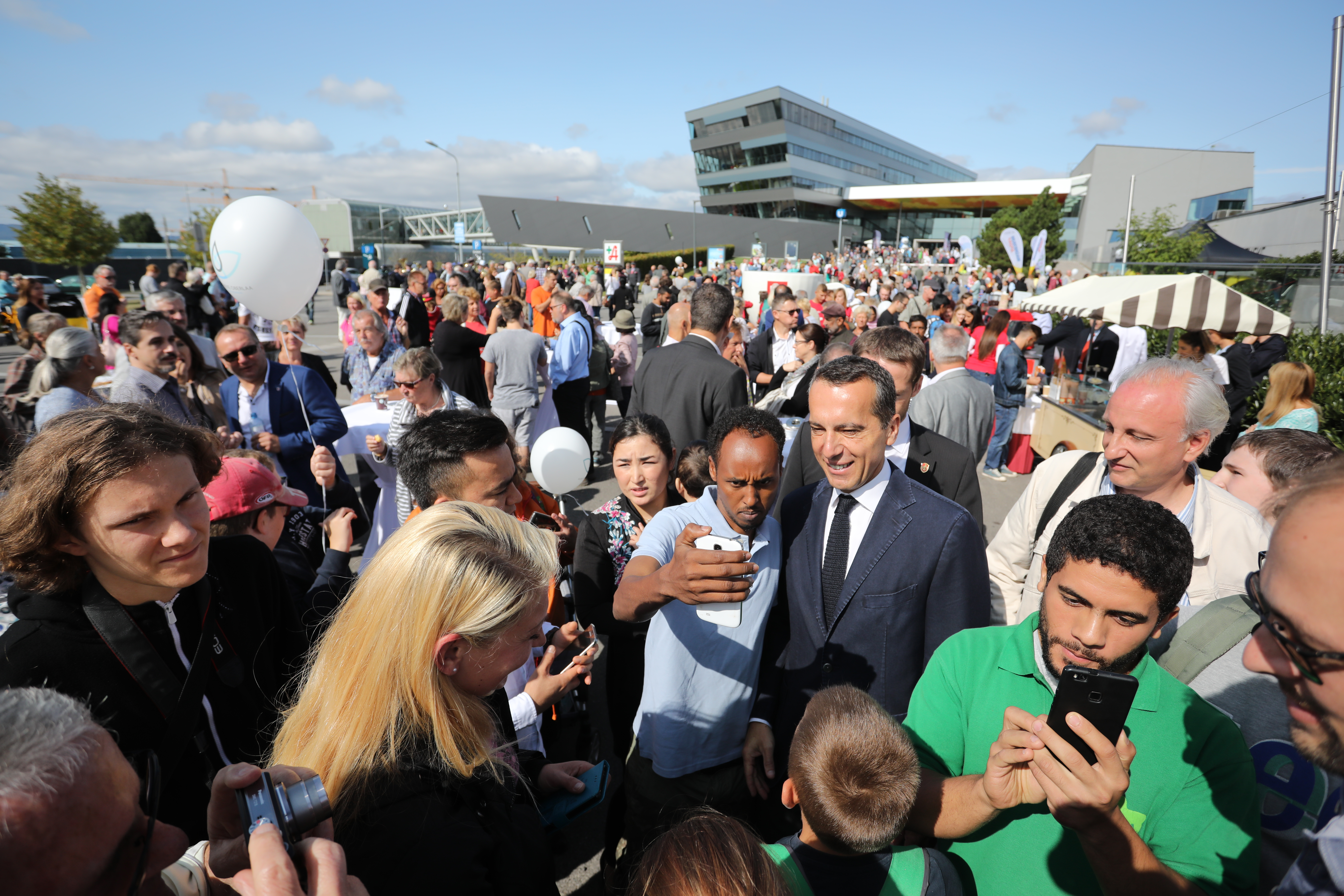

## Services aux voyageurs

### Accès et accueil

Autres accès
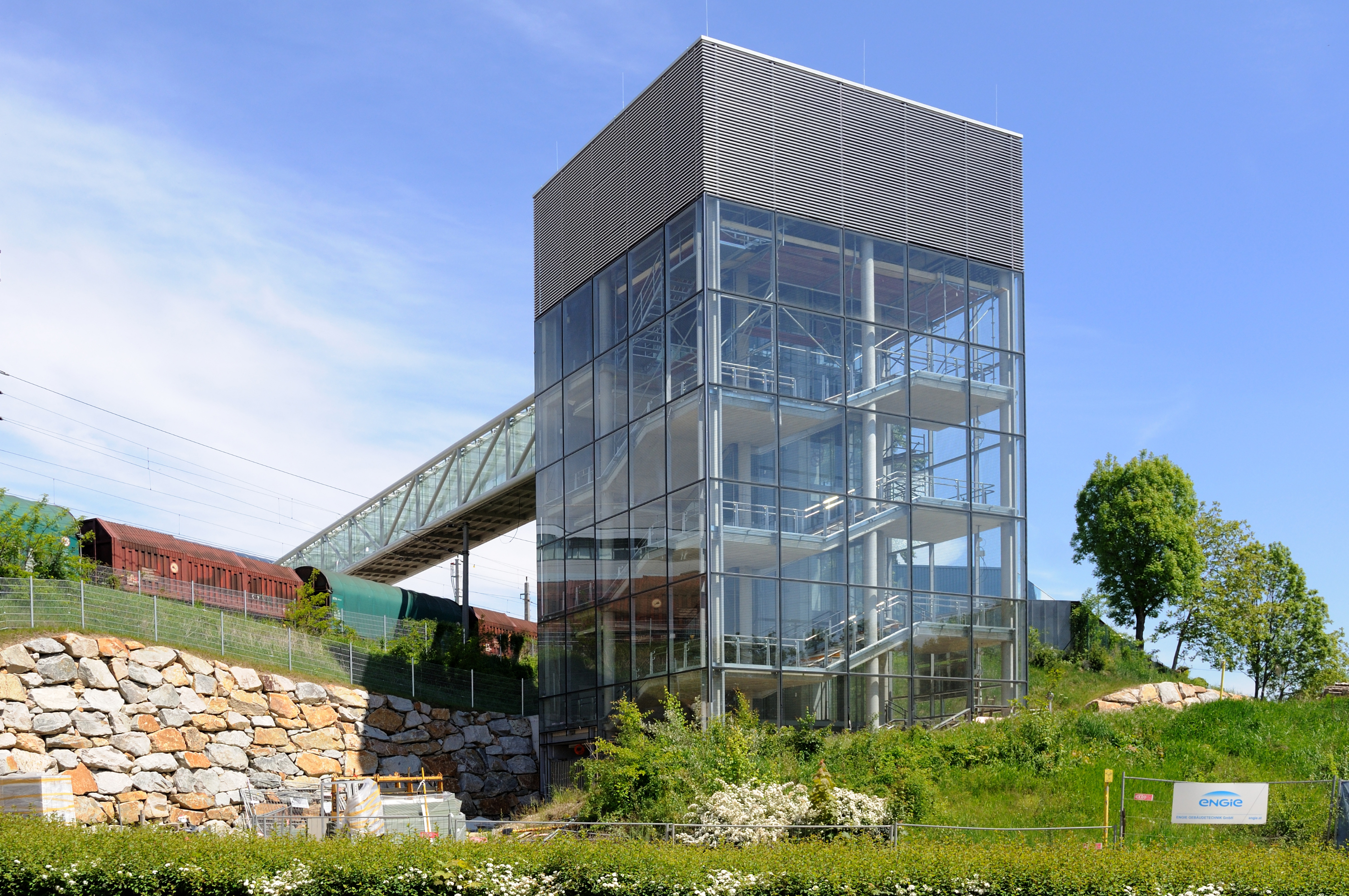
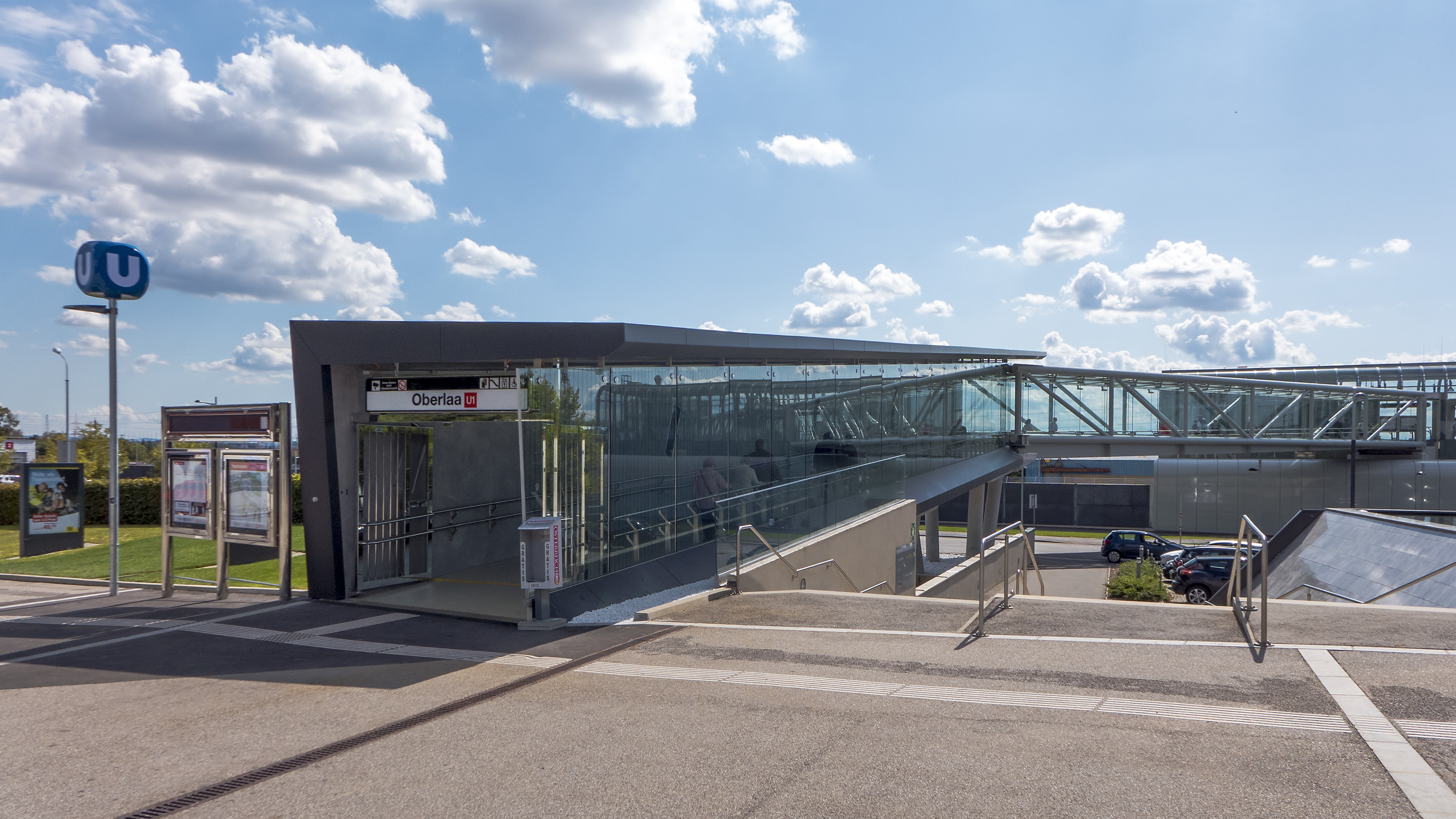
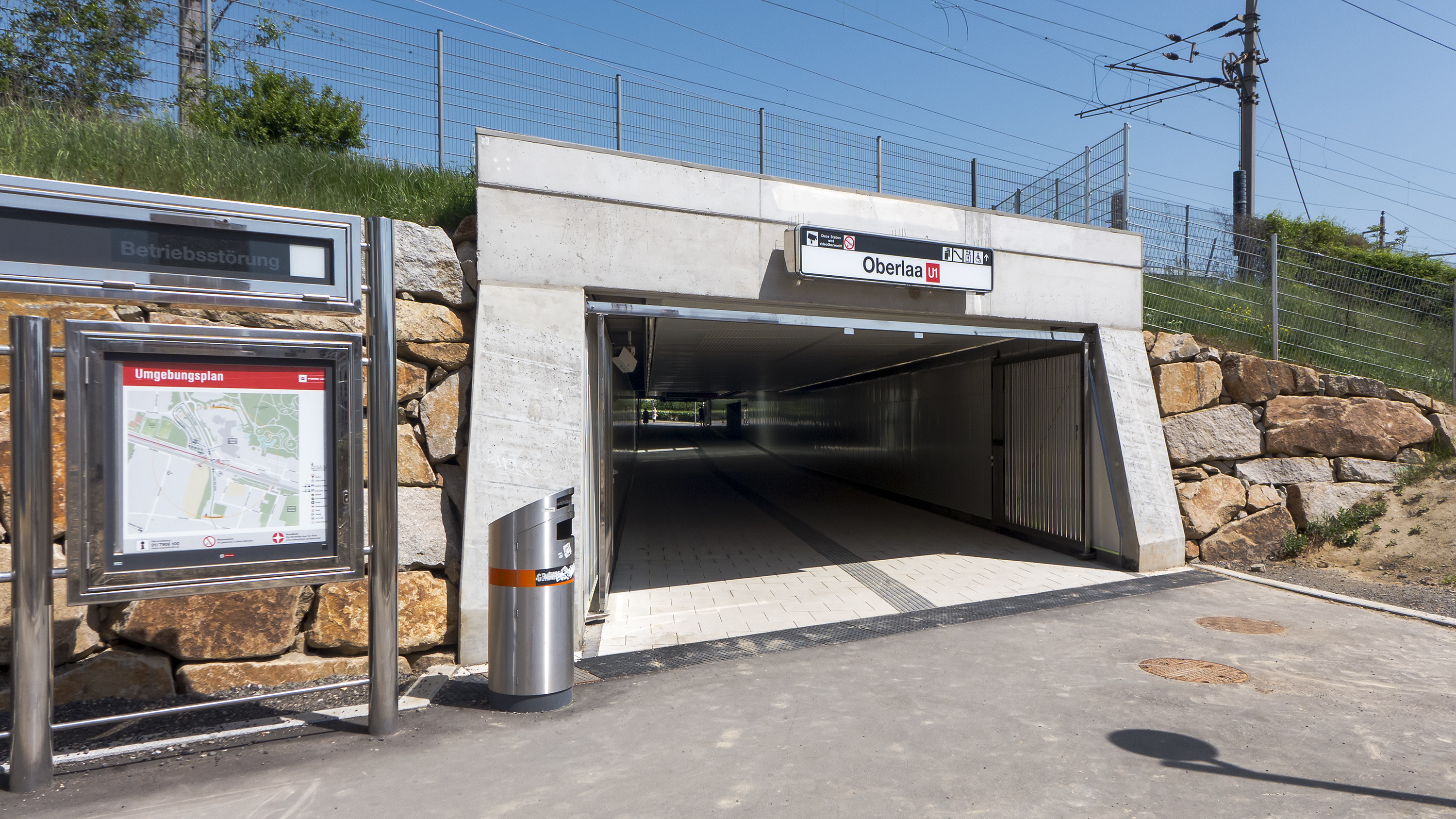

### Desserte

installations et desserte
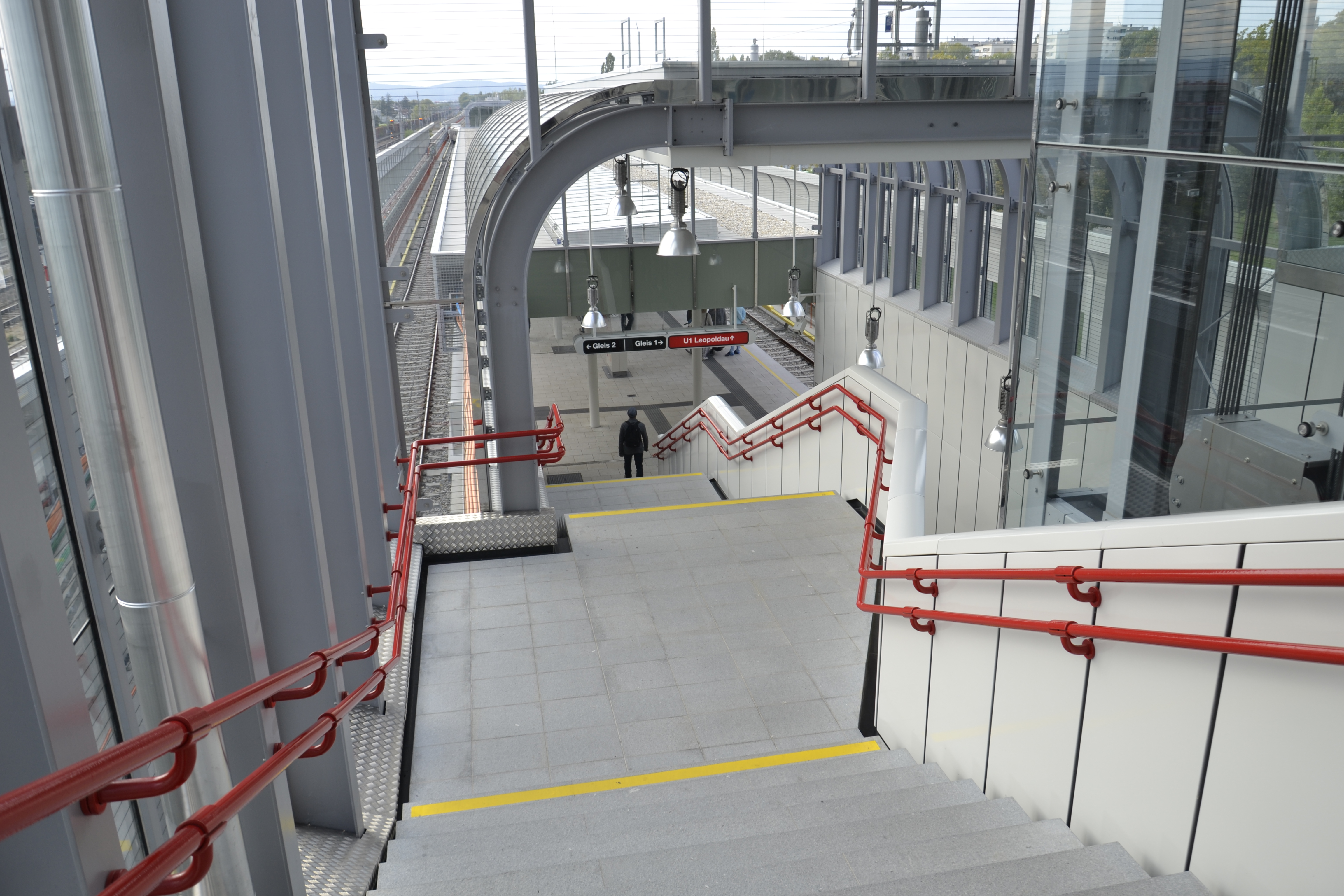
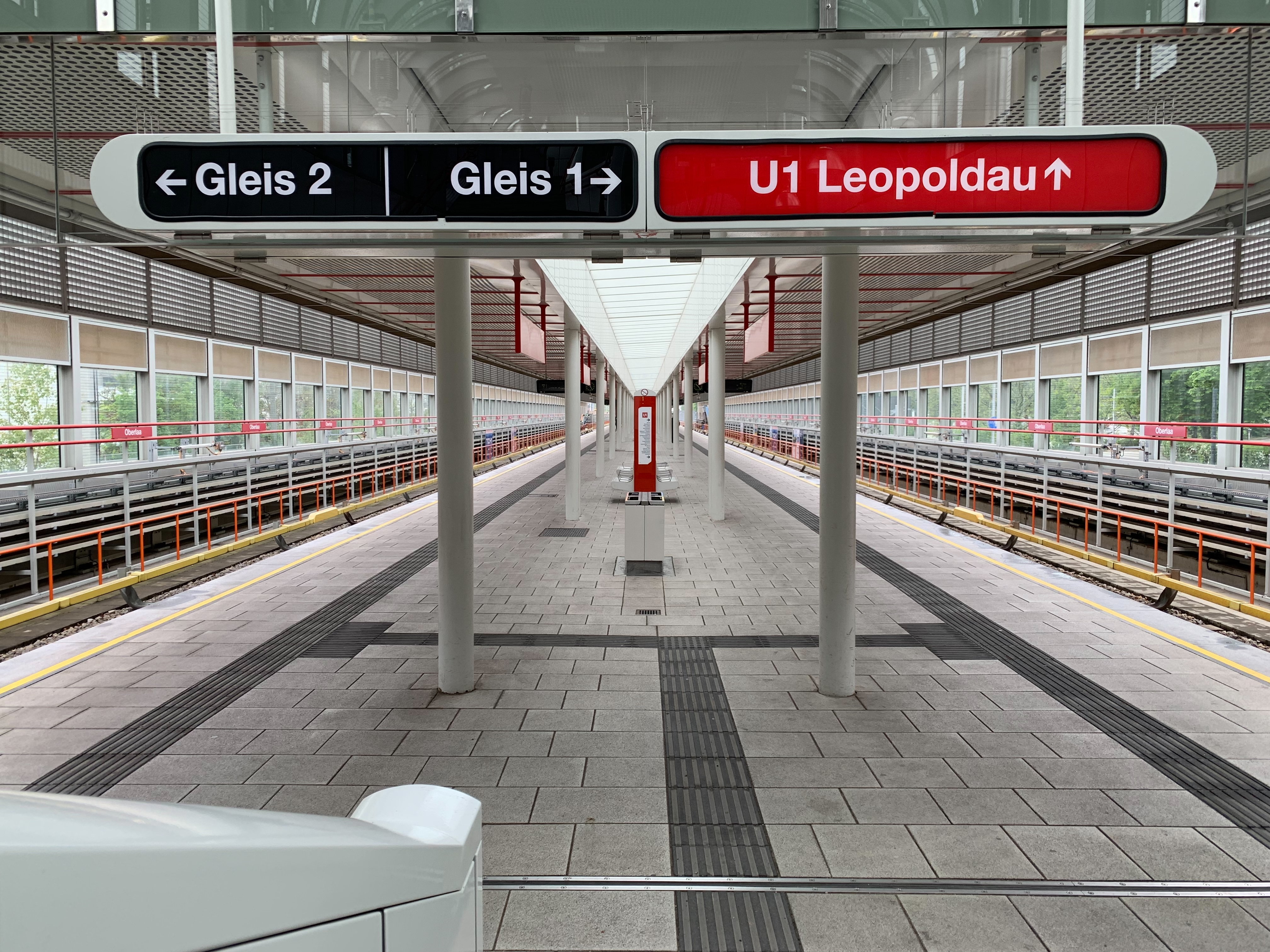
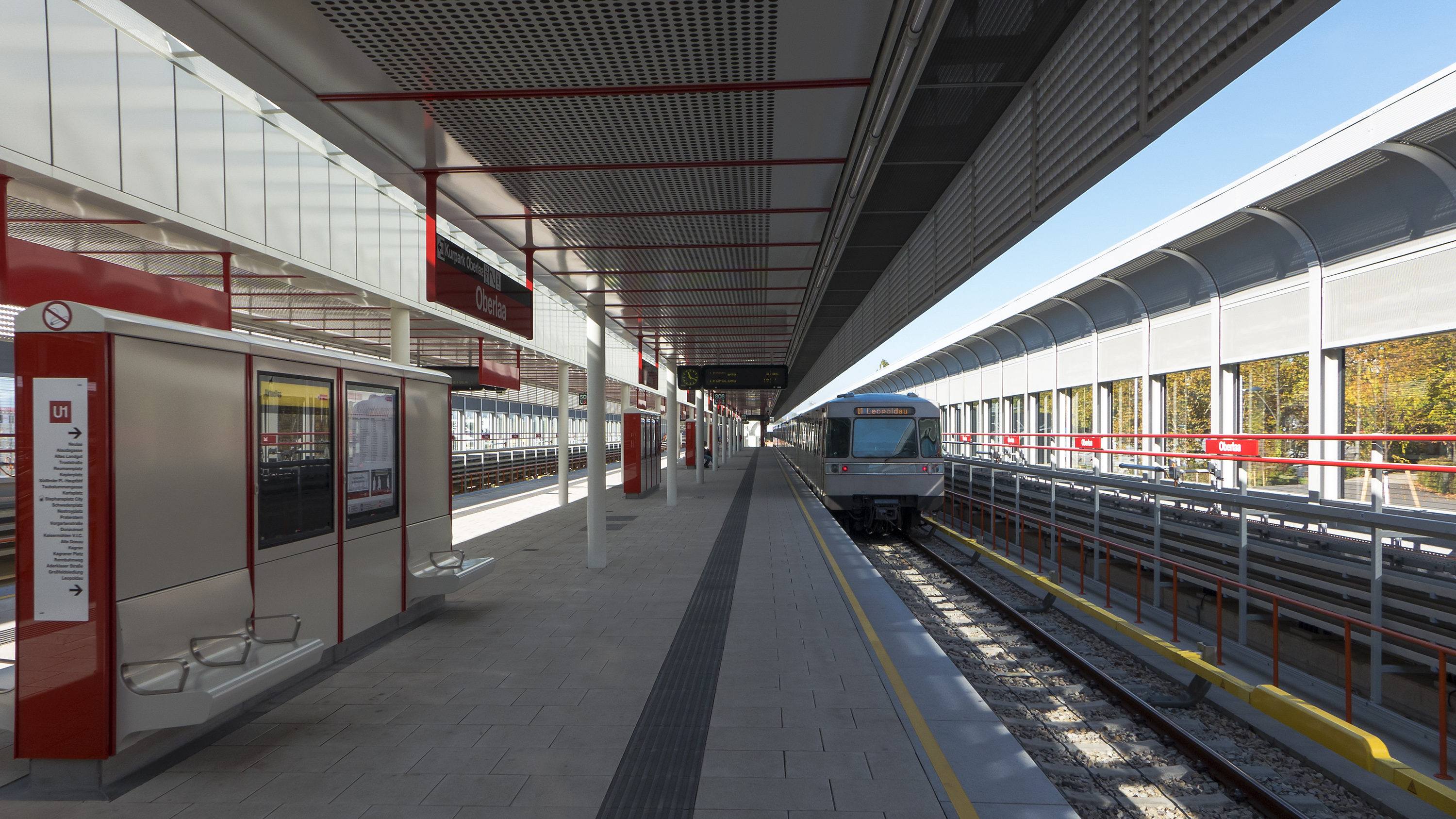